# Black Lightning (Comicserie)
Black Lightning (dt. Schwarzer Blitz) ist der Titel einer Reihe von Comicpublikationen, die der US-amerikanische Verlag DC-Comics seit 1977 herausgibt.
Die Black-Lightning-Comics sind genremäßig im Bereich des sogenannten „Superhelden-Comics“, einer speziellen amerikanischen Ausprägung des Science-Fiction-Comics, angesiedelt.

## Veröffentlichungsdaten
Das Konzept für die Black-Lightning-Comics geht auf den Autor Tony Isabella zurück, der die Hauptfigur sowie das Handlungsszenario der Serie Mitte der 1970er Jahre entwickelte. Die ursprünglichen visuellen Designs für die verwendeten Figuren und Handlungsorte entwickelte der Zeichner Trevor Von Eeden, der mit der künstlerischen Gestaltung der ersten Serie unter dem „Black Lightning“-Titel betraut wurde.
Die erste fortlaufende Black-Lightning-Serie wurde schließlich 1977 auf den Markt gebracht. Die Serie, deren erste Ausgabe im April 1977 erschien, erreichte jedoch nur elf Ausgaben – von denen Isabella zehn und Dennis O’Neil die letzte schrieb –, bevor sie 1978 eingestellt wurde.
In den 1980er Jahren war Black Lightning darüber hinaus eine der Hauptfiguren der Team-Serie Batman and the Outsiders, in der Autor Mike W. Barr und Jim Aparo von 1983 bis 1988 in über vierzig Ausgaben gemeinsame Abenteuer von Black Lightning mit dem „dunklen Rächer“ Batman, dem Formenwandler Metamorpho, der Samuraikriegerin Katana und einigen anderen Figuren schilderten.
Eine zweite Black-Lightning-Serie wurde von DC zwischen 1995 und 1996 veröffentlicht. Diese Serie erreichte dreizehn Ausgaben, von denen Isabella die ersten acht verfasste. Als Zeichner wurde Eddie Newell beschäftigt. Eine für 2007 vorgesehene Miniserie - Black Lightning: Year One - des Schriftstellers Jen Van Meter wurde auf das Jahr 2008 verschoben, die Veröffentlichung steht bislang noch aus.

## Handlung
Die Handlung der Black-Lightning-Geschichten beginnt mit der Vorstellung von Jefferson Pierce, einem idealistischen ehemaligen olympischen Zehnkämpfer, der in das Suicide Slum, ein übles Stadtviertel der schillernden Ostküstenmetropole Metropolis, zurückkehrt. Dort hatte er einst seine Jugend verbracht. Pierce versucht dort als High-School-Lehrer jungen Leuten dabei zu helfen, sich ein besseres Leben zu erarbeiten. So will er, der durch sein sportliches Talent dem Slum entkommen konnte, etwas zurückgeben.
Bei dem Versuch, einige seiner Mündel vor dem Kontakt mit dem kriminellen Milieu zu beschützen, gerät Pierce in Band 1 der ersten Black-Lightning-Serie mit dem Verbrechersyndikat der „100“ in Konflikt: Um gegen diesen mächtigen Mob etwas ausrichten zu können, bittet er seinen Freund, den Schneider Peter Gambi, ihm eine Ausrüstung zu schaffen. Gambi ist außerdem ein genialer Tüftler und Ingenieur. Die Ausrüstung soll es ihm ermöglichen, gegen die „100“ anzukommen: Gambi wartet schließlich mit einem Spezialgürtel auf, der Pierce elektromagnetische Superkräfte verleiht (er kann fortan seinen Körper mit einem elektromagnetischen Feld als Schutzhülle umgeben und elektromagnetische Stöße aus seinen Händen „abfeuern“). Um seine Identität zu verbergen, bekommt Pierce außerdem einen dynamischen blau-schwarz-gelben Anzug, eine Maske und eine Afro-Perücke verpasst.
Als selbsterklärter Beschützer der Armen und Schwachen beginnt Pierce eine Karriere als Superheld: Zunächst zerschlägt er in den ersten Ausgaben seiner Serie die „100“. Später wird er Mitglied in den Superhelden-Teams der Outsiders und der Justice League, entdeckt, dass die Kräfte seines Spezialgürtels in seinen Körper übergegangen sind und er den Gürtel nicht mehr braucht, um über die elektromagnetische Energie gebieten zu können, und legt seine unzeitgemäß gewordene Afro-Perücke ab. Er wird später Erziehungsminister in der Regierung des US-Präsidenten Lex Luthor und zieht darüber hinaus seine Tochter Anissa auf.